# Let It Go (canção de Keyshia Cole)
"Let It Go" é uma canção da cantora de R&B, Keyshia Cole lançado como o primeiro single de seu segundo álbum Just Like You. Possui colaborações como Lil' Kim e Missy Elliott. Elliott também produziu a canção, que sempleou "Juicy Fruit", de Mtume, e "Don't Stop the Music" por Yarbrough and Peoples. Esta canção também interpola "Juicy" por The Notorious B.I.G., que também amostrados "Juicy Fruit". O single estreou na Billboard Hot 100, no número 74 sobre a data de emissão de 7 de julho de 2007, e chegou ao número 7, tornando-se dez terceiro Cole top hit single completo e primeiro top dez da Billboard Hot 100 single como artista principal. Devido aos pedidos pesados, Z100 finalmente começou a faixa de giro no final de setembro de 2007. Ele também se tornou o primeiro hit de Cole número 1 no R&B/Hip-Hop Songs. Foi nomeado na categoria de "Best Rap/Sung Collaboration" no 50th Annual Grammy Awards, a realizar em Fevereiro de 2008. Esta canção foi número 59 na lista da Rolling Stone dos 100 melhores músicas de 2007. Segundo a Billboard, Let It Go vendeu mais de um milhão de cópias nos EUA.

## Sobre a canção
"Let It Go" é sobre o poder feminino e relacionamentos fracassados. Trata-se de "abrir mão" de seu relacionamento se a outra pessoa não está lá para você, e não está interessado em mostrar que você ama ou tratá-lo direito. A canção é muitas vezes referida como uma "Ladies Night" (por Lil' Kim, Missy Elliott, Angie Martinez, Da Brat e Lisa "Left Eye" Lopes). "Let It Go" foi originalmente destinada a Fantasia para sua auto-intitulado álbum, mas tinha muitas músicas no álbum, Cole e queria que depois de Elliott jogou para ela. De acordo com 50 Cent em 97 Hot entrevista a canção também foi oferecida ao artista Oliva G-Unit, que pegou outro Missy Elliot faixa em seu lugar. Lil 'Kim aparece no álbum em homenagem à Biggie, enquanto a música é semelhante ao seu sucesso "Juicy".
A canção tornou-se música de maior sucesso de Cole, até à data como um artista de chumbo (sua canção de maior sucesso seria (When You Gonna) Give It Up To Me, com Sean Paul), chegando ao número 7 no Billboard Hot 100 e atingindo um número na parada da Billboard, Hot R&B/Hip-Hop Songs.

## Remix
O remix oficial de "Let It Go" com T.I., Missy Elliott e Young Dro está incluída no álbum Just Like You, como a faixa final.

## Posições nas paradas de sucesso
| Parada (2007)                                    | Melhor posição |
| ------------------------------------------------ | -------------- |
| Estados Unidos - Billboard Hot 100               | 7              |
| Estados Unidos - Billboard Hot R&B/Hip-Hop Songs | 1              |
| Estados Unidos - Billboard Pop 100               | 30             |
| Alemanha - German Singles Chart                  | 72             |
| Reino Unido - UK Singles Chart                   | 22             |